# Wikipédia en luxembourgeois
Wikipédia en luxembourgeois (en luxembourgeois : Wikipedia op Lëtzebuergesch ou Lëtzebuergesch Wikipedia) est l’édition de Wikipédia en luxembourgeois, langue germano-néerlandaise parlée principalement au Luxembourg. L'édition est lancée le 21 juillet 2004. Son code est : lb.
Au 21 mars 2025, l'édition en luxembourgeois contient 64 834 articles et compte 64 874 contributeurs, dont 77 contributeurs actifs et 7 administrateurs.

## Présentation

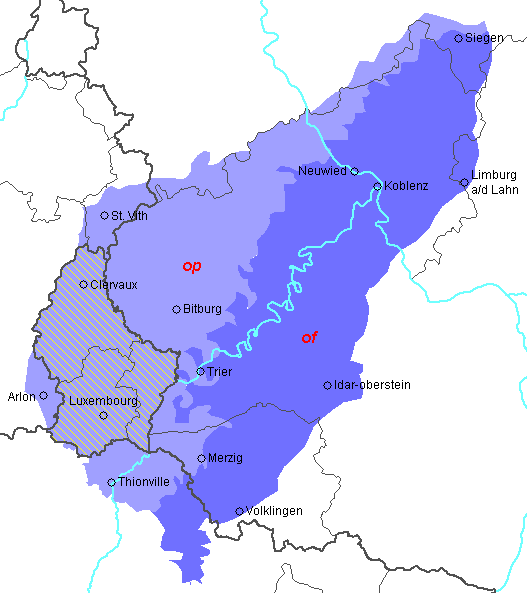
Aire de diffusion du luxembourgeois (à l'Ouest) et du Francique mosellan (à l'Est).

## Statistiques
- Fin octobre 2016, l'édition en luxembourgeois compte 46 917 et 5 administrateurs[2]
- Le 15 février 2018, elle compte 51 289 articles, 38 829 utilisateurs, 93 utilisateurs actifs[N 1] et 5 administrateurs[4].
- Le 13 octobre 2022, elle contient 61 167 articles et compte 55 693 contributeurs, dont 78 contributeurs actifs et 5 administrateurs.
- Le 14 août 2024, elle contient 63 670 articles et compte 62 720 contributeurs, dont 62 contributeurs actifs et 6 administrateurs.